# Школьный (Пензенская область)
Шко́льный — посёлок сельского типа Кировского сельсовета Сердобского района Пензенской области.

## География
Посёлок расположен на севере района. Расстояние до административного центра сельсовета села Кирово — 8 км, расстояние до районного центра города Сердобск — 38 км.

## История
По исследованиям историка — краеведа Полубоярова М. С., посёлок основан в начале 1920-х годов при колхозе «Школьник», в 1955 году — в Свищёвском районе Пензенской области, в 1957 году передан в Сердобский район..

## Население
| год                | 1926 | 1930 | 1959 | 1979 | 1989 | 1996 | 2004 |
| ------------------ | ---- | ---- | ---- | ---- | ---- | ---- | ---- |
| количество жителей | 15   | 15   | 186  | 165  | 161  | 152  | 131  |

| 2010 |
| ---- |
| 89   |